# Sin-ťiang
Sin-ťiang (čínsky 新疆, pchin-jin Xīnjiāng; ujgursky شىنجاڭ‎, Šindžan – doslova „Nová hranice“), plným jménem Ujgurská autonomní oblast Sin-ťiang (čínsky 新疆维吾尔自治区, pchin-jin Xīnjiāng Uyghur Zìzhìqū, Xīnjiāng Wéiwú'ěr Zìzhìqū, český přepis Sin-ťiang wej-wu-er c'-č'-čchü; ujgursky شىنجاڭ ئۇيغۇر ئاپتونوم رايونى‎, Šindžang Ujghur Aptonom Rajoni; mongolsky Шинжаан-Уйгарын Өөртөө засах орон, Šinžaan-Ujgaryn Öörtöö zasah oron; kazašsky Шинжәң Ұйғыр аутономиялық ауданы, Šinžäŋ Ūjghyr autonomijalyq audany) je autonomní oblast na úrovni provincie Čínské lidové republiky, označovaná tradičně jako Východní Turkestán. Rozkládá se v centru Asijského kontinentu. Tvoří ji Džungarie (dnešní Pej-ťiang 北疆, „Severní oblast“) a Tarimská pánev (dnešní Nan-ťiang 南疆, „Jižní oblast“), jež jsou odlišné geograficky, etnicky i historickým vývojem. Mezi charakteristiky Sin-ťiangu patří, že jeho území obývalo mnoho etnických skupin různorodého původu, často utvářejících kmenová uspořádání či malá království. Džungarie byla většinou obývána kočovnými národy, zatímco v Tarimské pánvi poskytly lidem útočiště oázy.
Zpráva OSN z 30. srpna 2022 OHCHR Assessment of human rights concerns in the Xinjiang Uyghur Autonomous Region, People’s Republic of China popisuje v této oblasti dlouhodobě probíhající genocidu, tisíce zmizelých lidí, mučení, násilné regulace porodnosti, nucené pracovní tábory, represe, zneužívání a další vážná porušování lidských práv čínskou vládou.

## Historie
Nejstarší známé osídlení regionu zahrnovalo obyvatele starověkého severo-eurasijského a severo-východoasijského původu. Tito obyvatelé se během doby bronzové smíchali s expandujícími Indoevropany, čímž dali vzniknout nejednolitému demografickému složení. V době železné se ke zdejšímu obyvatelstvu připojili ještě stepní pastevci severovýchodní Asie. Z genetického rozboru ostatků na hřbitově Xiaohe bylo zjištěno, že otcovské linii byly téměř výhradně evropského původu, zatímco mateřské linie byly různorodé a zahrnovaly východoeurasijské, západoeurasijské, indické a jihoasijské rodové linie. Sňatky se ženami ze Sibiřských komunit zapříčinily ztrátu v rozmanitosti DNA a genetické odloučení od Evropanů.  
Populace v Tarimské pánvi proto byla vždy pozoruhodně rozmanitá, odrážela složitou historii mísení lidí různých původů. Například u Tarimských mumií, které byly nalezeny na různých místech napříč Tarimskou pánví, se dříve mělo za to, že jsou indoevropského původu. Nedávné důkazy však svědčí o tom, že patřily odlišné populaci nepříbuzné Indoevropanům, která měla nejspíše i svůj izolovaný jazyk. To dokazuje velkou různorodost a promíšenost zdejšího obyvatelstva.
Ve starověku patřili mezi etnika obývající území indoevropští Tocharové, Sakové, Jüe-č’ a Wusunové. 
V době, kdy dynastie Chan za císaře Wua (141–87 př. n. l.) vyrvala západní Tarimskou pánev od jejích předchozích vládců (Xiongnuové), byla osídlena různými národy, indoevropští Tocharové v Turfanu a Kucha, národy Saka soustředěné v království Shule a království Chotan, různé tibetsko-barmské skupiny (zejména lidé související s etnickou skupinou Šivejců), stejně jako čínským lidem Chan. Někteří lingvisté předpokládají, že na tocharský jazyk měly velký vliv paloesibiřské jazyky, jako uralské a jenisejské jazyky. 
Jüe-č’ kultura je dokumentována v regionu. První zmínka o Jüe-č’ je z roku 645 př. n. l. od čínského kancléře Guan Čunga z jeho díla Guanzi. V tomto díle popsal Jüe-č’ jako lidi ze západu, kteří dodávali nefrit Číňanům z nedalekých hor v Gansu. dlouhodobá dodávka nefritu z Tarimské pánve je archeologicky dobře zdokumentována: "Je dobře známo, že starověcí čínští vládci měli k nefritu silné pouto. Všechny nefritové předměty vykopané z hrobky Fuchao dynastie Šang, více než 750 kusů pocházelo z Chotanu v moderním Sin-ťiangu. Již v první polovině prvního tisíciletí před naším letopočtem se Jüe-č’ zabývalo obchodem s nefrity, jejich největšími odběrateli byli vládci rurální Číny."
Oblasti Tarim a Džungárie, které protíná Severní hedvábná stezka, byly známé jako západní oblasti. V začátcích dynastie Chan vládli regionu Xiongnuové, mocní kočovníci. Během 2. století před naším letopočtem se dynastie Chan připravovala na válku proti Xiongnu, když císař Wu vyslal Čang Čchiena, aby prozkoumal tajemná království na západě a vytvořil spojenectví s Jüe-č’ proti Xiongnu. V důsledku války Číňané ovládli strategickou oblast od koridoru Ordos a Gansu po Lobnor. Oddělili Xiongnu od Šivejců na jihu a získali přímý přístup do západních oblastí. Chanská Čína vyslala Čang Čchiena jako vyslance do států tohoto regionu, čímž začalo několik desetiletí bojů mezi Xiongnu a Chanskou Čínou, ve které nakonec Čína zvítězila. Během druhého století před naším letopočtem přinesla Hedvábná stezka rostoucí kulturní a ekonomický čínský vliv do regionu. V roce 60 př. n. l. založili Chanové Protektorát západních oblastí (西域都護府) ve Wulei (烏壘, poblíž moderního Luntai), aby bylo dohlíženo na západ až k pohoří Pamír. Protektorát byl obsazen během občanské války proti Wang Mangovi (9–23 n. l.). V roce 91 n. l. se oblast vrátila zpět pod kontrolu Chanské Číny díky úsilí generála Pan Čchaa.
Západní dynastie Ťin podlehla na začátku 4. století postupným vlnám invazí nomádů ze severu. Krátkotrvající království, která vládla severozápadní Číně, Pozdní Liang, Pozdní Čchin, Západní Liang a Bývalý Liang se všechny, jedno po druhém snažily udržet protektorát s rozdílnými úspěchy. Po konečném sjednocení Severní Číny pod vládou Říše Severní Wej, protektorát ovládal dnešní jihovýchodní Sin-ťiang. Místní státy jako Království Shule, Yutian, Guizi a Qiemo vládly severovýchodní části Sin-ťiangu. Centrální část Sin-ťiangu okolo města Turpan byla spravována z města Gaochang, zbytky státu Severní Liang, který dříve vládl části dnešní provincie Gansu v severozápadní Číně.
Během dynastie Tchang byla vedena řada výprav proti Západoturkickému chanátu a jejich vazalům: oázovým státům jižního Sin-ťiangu. Tažení proti oázovým státům začalo za císaře Tchaj-cunga připojením Gaochangu v roce 640. Blízké království Karasahr bylo dobyto Říší Tchang roku 644 a Království Kucha padlo v roce 649. Dynastie Tchang pak v roce 640 ustanovila Protektorátního generála na pacifikaci západu (安西都護府) nebo Protektorát Anxi, aby si udrželi kontrolu nad regionem.
Tocharové se v oblasti Tarimské pánve udrželi až do 7. století, kdy byli asimilováni turkickými Ujgury prchajícími po pádu Ujgurského kaganátu a dali tak vznik modernímu ujgurskému etniku.
V roce 1949, během pozdního léta, se čínští komunisté dohodli s místní kuomintangskou vládou Sin-ťiangu, v jejímž čele stál Burhan Šahidi, a prosovětskou vládou Východoturkestánské republiky na začlenění obou útvarů do Čínské lidové republiky. Připojení bylo realizováno v říjnu 1949, kdy do Sin-ťiangu vstoupila Čínská lidová osvobozenecká armáda, přičemž Burhan Šahidi zůstal předsedou sinťiangské vlády.

## Geografie

### Poloha
Sin-ťiang leží v severozápadní Číně, v centru euroasijského kontinentu, a s rozlohou 1 660 000 km² je největší provincií ČLR. Na severu, západě a jihozápadě hraničí s osmi státy: Mongolskem, Ruskem, Kazachstánem, Kyrgyzstánem, Tádžikistánem, Afghánistánem, Pákistánem a Indií; hraniční čára je 5400 km dlouhá. Na východě sousedí s čínskými provinciemi Kan-su a Čching-chaj, na jihu s Tibetskou autonomní oblastí.
Jedná se o území bývalé separatistické republiky Východní Turkestán.

### Administrativní dělení
| český přepis / český pchin-jin                                               | ujgursky přepis ujgurštiny                                               | čínsky Pchin-jin                                    | obyvatelstvo (2010) |
| ---------------------------------------------------------------------------- | ------------------------------------------------------------------------ | --------------------------------------------------- | ------------------- |
| Autonomní kraje                                                              |                                                                          |                                                     |                     |
| Kazašský autonomní kraj Ili                                                  | ئىلى قازاق ئاپتونوم ئوبلاستى Ili QazaQ Aptonom Oblasti                   | 伊犁哈萨克自治州 Yīlí Hāsàkè Zìzhìzhōu              | 2 482 627           |
| Mongolský autonomní kraj Bortala                                             | بۆرتالا موڭغۇل ئاپتونوم ئوبلاستى Börtala Mongghul Aptonom Oblasti        | 博尔塔拉蒙古自治州 Bó'ěrtǎlā Měnggǔ Zìzhìzhōu       | 443 680             |
| Chuejský autonomní kraj Čchang-ťi                                            | سانجى خۇيزۇ ئاپتونوم ئوبلاستى Sanji Xuyzu Aptonom Oblasti                | 昌吉回族自治州 Chāngjí Huízú Zìzhìzhōu              | 1 428 592           |
| Kyrgyzská autonomní kraj Kizilsu                                             | قىزىلسۇ قىرغىز ئاپتونوم ئوبلاستى Qizilsu Qirghiz Aptonom Oblasti         | 克孜勒苏柯尔克孜自治州 Kèzīlèsū Kē'ěrkèzī Zìzhìzhōu | 525 599             |
| Mongolský autonomní kraj Bayin'gholin                                        | بايىنغولىن موڭغۇل ئاپتونوم ئوبلاستى Bayingholin Mongghul Aptonom Oblasti | 巴音郭楞蒙古自治州 Bāyīnguōlèng Měnggǔ Zìzhìzhōu    | 1 278 492           |
| Prefektury                                                                   |                                                                          |                                                     |                     |
| Prefektura Altaj součást Kazašského autonomního kraje Ili                    | ئالتاي ۋىلايىتى Altay Wilayiti                                           | 阿勒泰地区 Ālètài Dìqū                              | 526 980             |
| Prefektura Tcha-čcheng (Tarbagatay) součást Kazašského autonomního kraje Ili | تارباغاتاي ۋىلايىتى Tarbaghatay Wilayiti                                 | 塔城地区 Tǎchéng Dìqū                               | 1 219 212           |
| Prefektura Turfan                                                            | تۇرپان ۋىلايىتى Turpan Wilayiti                                          | 吐鲁番地区 Tǔlǔfān Dìqū                             | 622 679             |
| Prefektura Kumul (Chami)                                                     | قۇمۇل ۋىلايىتى Qumul Wilayiti                                            | 哈密地区 Hāmì Dìqū                                  | 572 400             |
| Prefektura Kašgar                                                            | قەشقەر ۋىلايىتى Qeshqer Wilayiti                                         | 喀什地区 Kāshí Dìqū                                 | 3 979 362           |
| Prefektura Aksu                                                              | ئاقسۇ ۋىلايىتى Aqsu Wilayiti                                             | 阿克苏地区 Ākèsū Dìqū                               | 2 370 887           |
| Prefektura Chotan                                                            | خوتەن ۋىلايىتى Xoten Wilayiti                                            | 和田地区 Hétián Dìqū                                | 2 014 365           |
| Městské prefektury                                                           |                                                                          |                                                     |                     |
| Karamaj                                                                      | قاراماي شەھرى Qaramay Shehri                                             | 克拉玛依市 Kèlāmǎyī Shì                             | 391 008             |
| Urumči                                                                       | ئۈرۈمچى شەھرى Ürümchi Shehri                                             | 乌鲁木齐市 Wūlǔmùqí Shì                             | 3 110 280           |
| Městské okresy (spravovány Armádními sbory produkce a výstavby ČLR)          |                                                                          |                                                     |                     |
| Š'-che-c'                                                                    | شىخەنزە شەھرى Shixenze Shehri                                            | 石河子市 Shíhézǐ Shì                                | 635 582             |
| Wu-ťia-čchü                                                                  | ئۇجاچۇ شەھرى Wujachu Shehri                                              | 五家渠市 Wǔjiāqú Shì                                | 72 613              |
| Tumxuk (Tumšuke)                                                             | تۇمشۇق شەھرى Tumshuq Shehri                                              | 图木舒克市 Túmùshūkè Shì                            | 147 465             |
| Aral                                                                         | ئارال شەھرى Aral Shehri                                                  | 阿拉尔市 Ālā'ěr Shì                                 | 166 205             |
| Beitun                                                                       | بەيتۈن شەھىرى Beatün Shehiri                                             | 北屯市 Běitún Shì                                   | 76 300              |

## Demografie

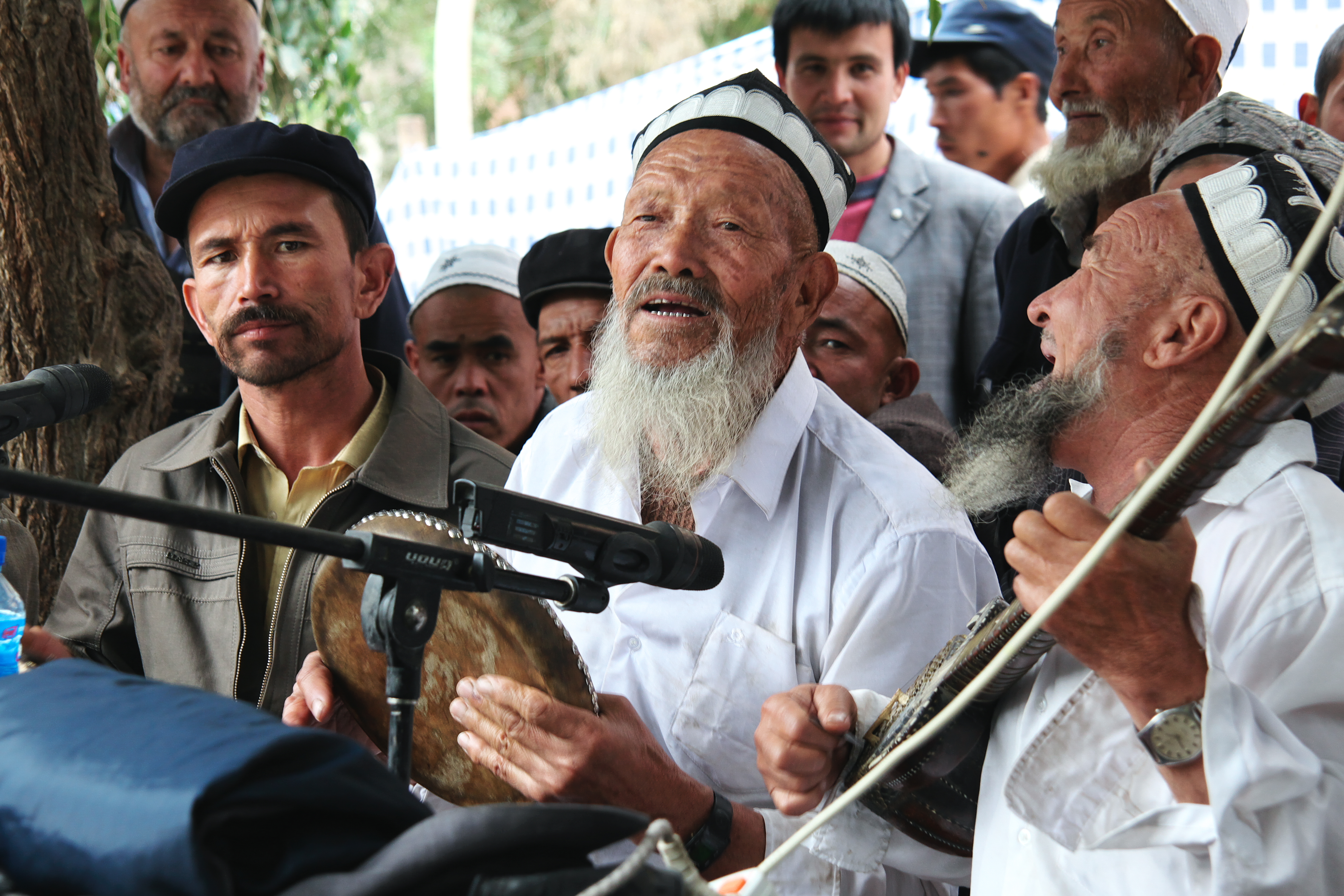
Ujgurové v Jarkendu

Oblast je obývána početnou národnostní menšinou Ujgurů (přibližně 9 milionů obyvatel), jejichž mateřským jazykem je ujgurština, středoasijský jazyk turkického původu. Další zdejší významné národnostní menšiny jsou Kazaši a Mongolové.

## Převýchovné tábory
V Sin-ťiangu, zejména v neobydlených příhraničních oblastech, se nacházejí četné tzv. převýchovné tábory, v nichž jsou internováni ujgurští obyvatelé, často ve velmi špatných podmínkách. V rozporu s tvrzením čínské vlády, že tyto tábory pro Ujgury a příslušníky dalších menšin jsou postupně rušeny, podle zjištění Australského institutu pro strategickou politiku (ASPI) v roce 2020 naopak došlo k jejich dalšímu rozšiřování a budování nových objektů.